# St. Magnus (Kattenhochstatt)

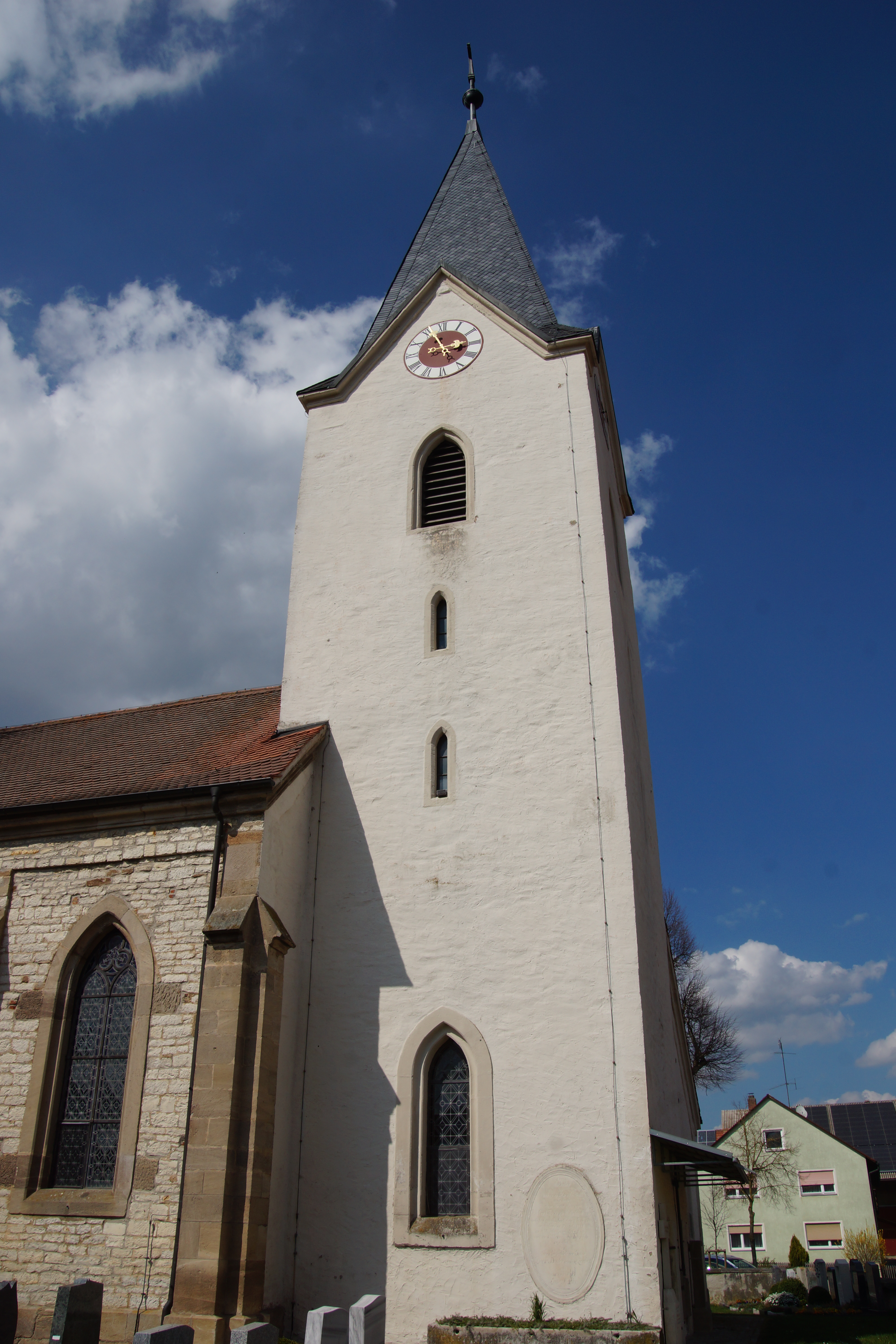
St. Magnus (Kattenhochstatt), aufgenommen im April 2020

Die evangelische, denkmalgeschützte Filialkirche St. Magnus steht in Kattenhochstatt, einem Gemeindeteil der bayerischen Großen Kreisstadt Weißenburg in Bayern im mittelfränkischen Landkreis Weißenburg-Gunzenhausen. Das Bauwerk ist unter der Denkmalnummer D-5-77-177-530 als Baudenkmal in der Bayerischen Denkmalliste eingetragen. Die mittelalterlichen und frühneuzeitlichen Befunde der Kirche sind zusätzlich als Bodendenkmal (Nummer: D-5-6931-0425) eingetragen. Das Patrozinium der Kirche ist der hl. Magnus von Füssen, was für die Region ein eher untypisches Patrozinium ist.

## Geographische Lage
Das Bauwerk mit der postalischen Adresse Dorfstraße 4 steht innerhalb des Dorffriedhofs und innerhalb des Kattenhochstatter Ortskerns umgeben von weiteren denkmalgeschützten Gebäuden auf einem Platz südlich der Hauptstraße auf einer Höhe von 429 Metern über NHN. Die Kirche gehört zur Pfarrei Weimersheim im Dekanat Weißenburg in Bayern im Kirchenkreis Nürnberg der Evangelisch-Lutherischen Kirche in Bayern.

## Beschreibung

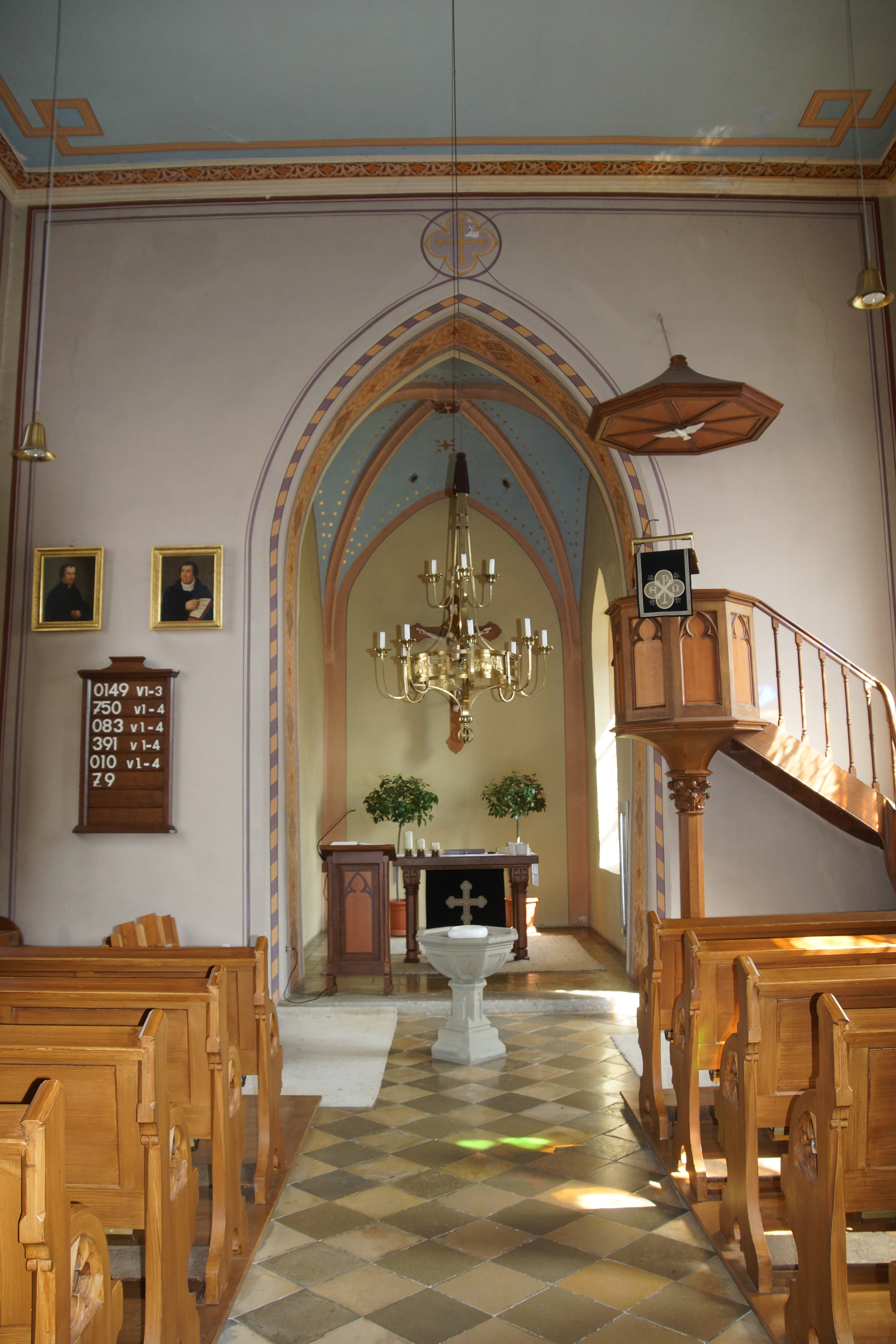
Langhaus mit Blick auf den Altarraum

Die neugotische Saalkirche wurde 1875 errichtet, indem an den mittelalterlichen Chorturm ein mit einem Satteldach bedecktes Langhaus aus drei Jochen, deren Wände von Strebepfeilern gestützt werden, nach Westen angebaut und der Chorturm zur Unterbringung der Turmuhr und des Glockenstuhls aufgestockt und mit einem schiefergedeckten, spitzen Helm bedeckt wurde. Der Chorraum hat ein Kreuzrippengewölbe.
Der neugotische Altar ist nicht mehr erhalten. Stattdessen steht ein einfacher Tischaltar im Raum.
In der Sakristei, der nördlich an den Turm angeschlossen ist, hängt das Renaissance-Epitaph der 1581 verstorbenen Pfarrersgattin Sophia Lenck. An der Ostseite der Sakristei hängt der Grabstein des 1857 verstorbenen Pfarrers Christian Philipp Heinrich Brandt.
Die Orgel mit neun Registern, zwei Manualen und einem Pedal wurde 1981 von G. F. Steinmeyer & Co. gebaut.